# 경석

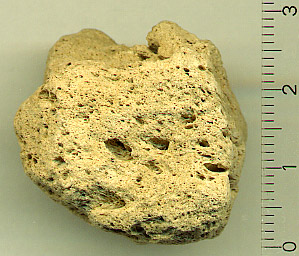
테네리페의 테이데 화산에서 나온 고다공성 경석 표본. 표본의 밀도는 약 0.25 g/cm^{3}; 스케일은 센티미터 단위.

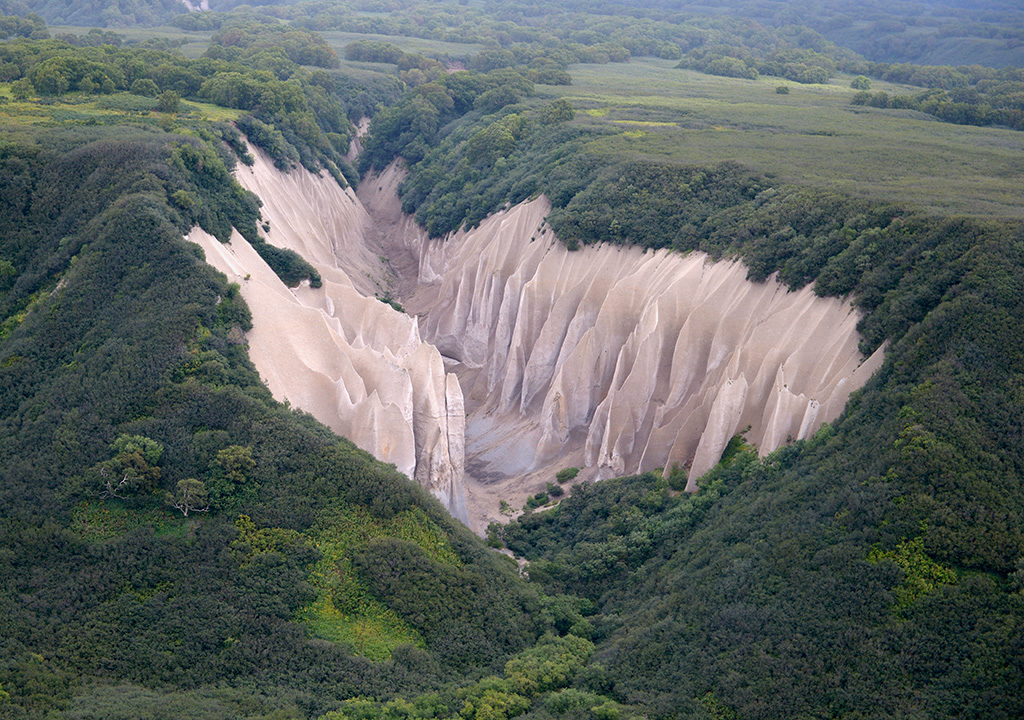
러시아 캄차카 반도 남단 근처, 오제르나야강 (쿠릴 호수) 수원지에서 4km 떨어진 곳에 위치한 경석 노두 지형인 쿠트키니 바티

경석(軽石, Pumice) 또는 부석(浮石) 또는 속돌은 매우 수포성의 거친 질감을 가진 화산유리로 구성된 화산암이며, 결정이 포함될 수도 있고 포함되지 않을 수도 있다. 일반적으로 색깔이 옅다. 스코리아는 경석과 다른 수포성 화산암으로, 더 큰 수포, 더 두꺼운 수포 벽, 그리고 어두운 색깔과 더 높은 밀도를 가지고 있다.
경석은 과열되고 고압 상태의 암석이 화산에서 빠르게 분출될 때 생성된다. 경석의 특이한 거품 형태는 동시적인 빠른 냉각과 빠른 감압 때문에 발생한다. 감압은 용암에 용해된 가스(수증기 및 CO2 포함)의 용해도를 낮춤으로써 거품을 생성하고, 가스들이 빠르게 분리되도록 한다(탄산음료를 열었을 때 나타나는 CO2 거품처럼). 동시적인 냉각과 감압은 거품들을 기질에 고정시킨다. 수중 분출은 빠르게 냉각되며 생성되는 대량의 경석은 화물선에 해상 위험을 초래할 수 있다.

## 특성
경석은 매우 얇고 투명한 화산암의 거품 벽으로 이루어진 미세 수포성 화산쇄설성 유리로 구성된다. 일반적으로 규장질 또는 중성 조성(예: 유문암, 데이사이트, 안산암, 판텔레라이트, 포놀라이트, 조면암)을 가지지만, 현무암 및 기타 조성도 알려져 있다. 경석은 일반적으로 흰색, 크림색, 파란색 또는 회색에서 녹갈색 또는 검은색까지 옅은 색을 띤다. 이는 점성 마그마에서 분리되는 화산 가스가 거품을 형성하고, 이 거품이 점성 마그마가 유리로 냉각되는 동안 내부에 남아 있을 때 형성된다. 경석은 폭발적인 분출(플리니식 분출 및 이그님브라이트 형성)의 일반적인 산물이며, 흔히 규산질 용암의 상부에서 구역을 형성한다. 경석은 부피 기준으로 64~85%의 공극률을 가지며, 결국 물을 흡수하여 가라앉을 때까지 몇 년 동안 물에 뜰 수 있다.
스코리아는 경석과 달리 밀도가 더 높다. 더 큰 수포와 더 두꺼운 수포 벽을 가진 스코리아는 빠르게 가라앉는다. 이러한 차이는 스코리아를 형성하는 마그마의 점도가 낮기 때문이다. 더 많은 양의 가스가 존재할 때는 부석토라고 알려진 더 미세한 입자의 경석이 생성된다. 부석토는 크기가 4 mm (0.16 in) 미만인 입자로 구성된다. 경석은 결정 구조가 없기 때문에 화산유리로 간주된다. 경석은 거품 사이의 고체 물질 두께에 따라 밀도가 달라지며, 많은 표본이 물에 뜬다. 크라카타우산 폭발 이후 경석 뗏목이 인도양을 최대 20년 동안 표류했으며, 그 사이에는 나무 줄기들이 떠 있었다. 실제로 경석 뗏목은 여러 해양 종을 분산시키고 지탱한다. 1979년, 1984년, 2006년에는 통가 인근 해저 화산 분출로 거대한 경석 뗏목이 형성되어 수백 킬로미터를 표류하여 피지에 도달했다.

수포의 주요 형태는 두 가지이다. 대부분의 경석은 비단 같거나 섬유질 같은 조직을 부여할 수 있는 관형 미세 수포를 포함한다. 미세 수포의 신장은 화산 도관 내에서의 연성 신장 또는 경석질 용암의 경우 흐름 중의 신장으로 인해 발생한다. 다른 형태의 수포는 준구형에서 구형이며, 분출 중 높은 증기 압력으로 인해 발생한다. 레티쿨라이트는 매우 높은 용암 분수에서 형성되는 현무암질 경석의 일종이다. 이는 매우 낮은 밀도를 가지며, 수포가 거의 완전히 합쳐질 때 형성되는 화산 유리 네트워크로 구성된다.

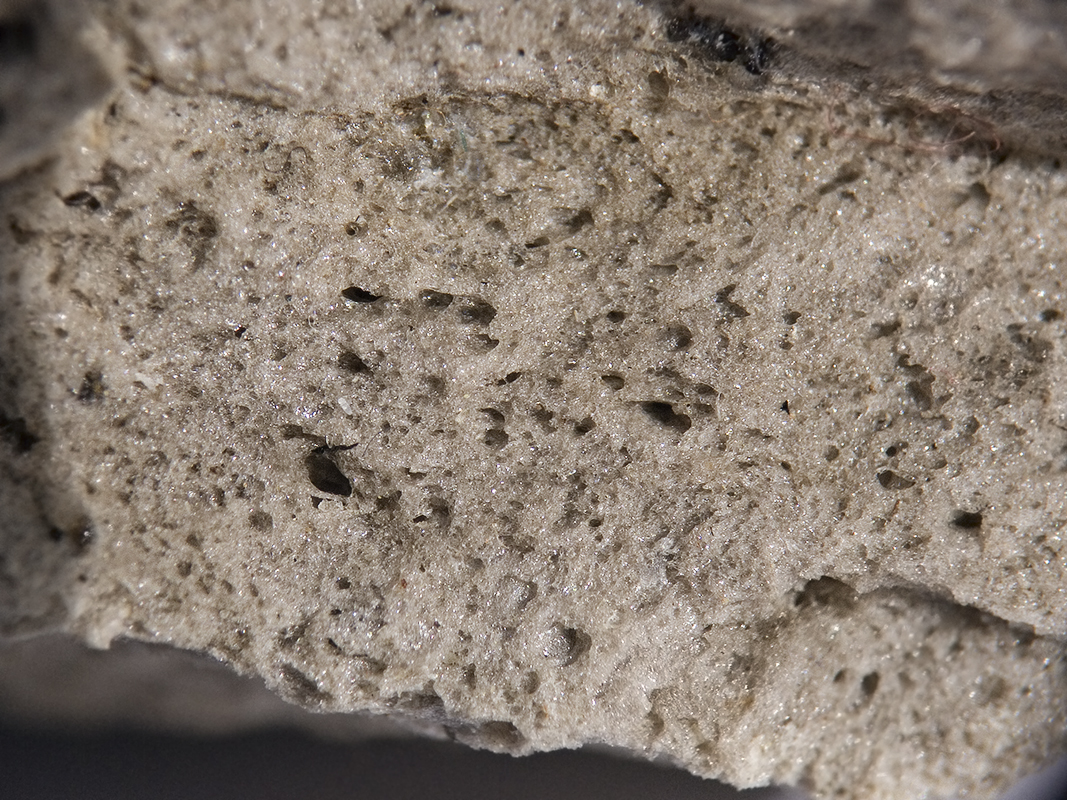
세부적으로 다공성을 보여준다.
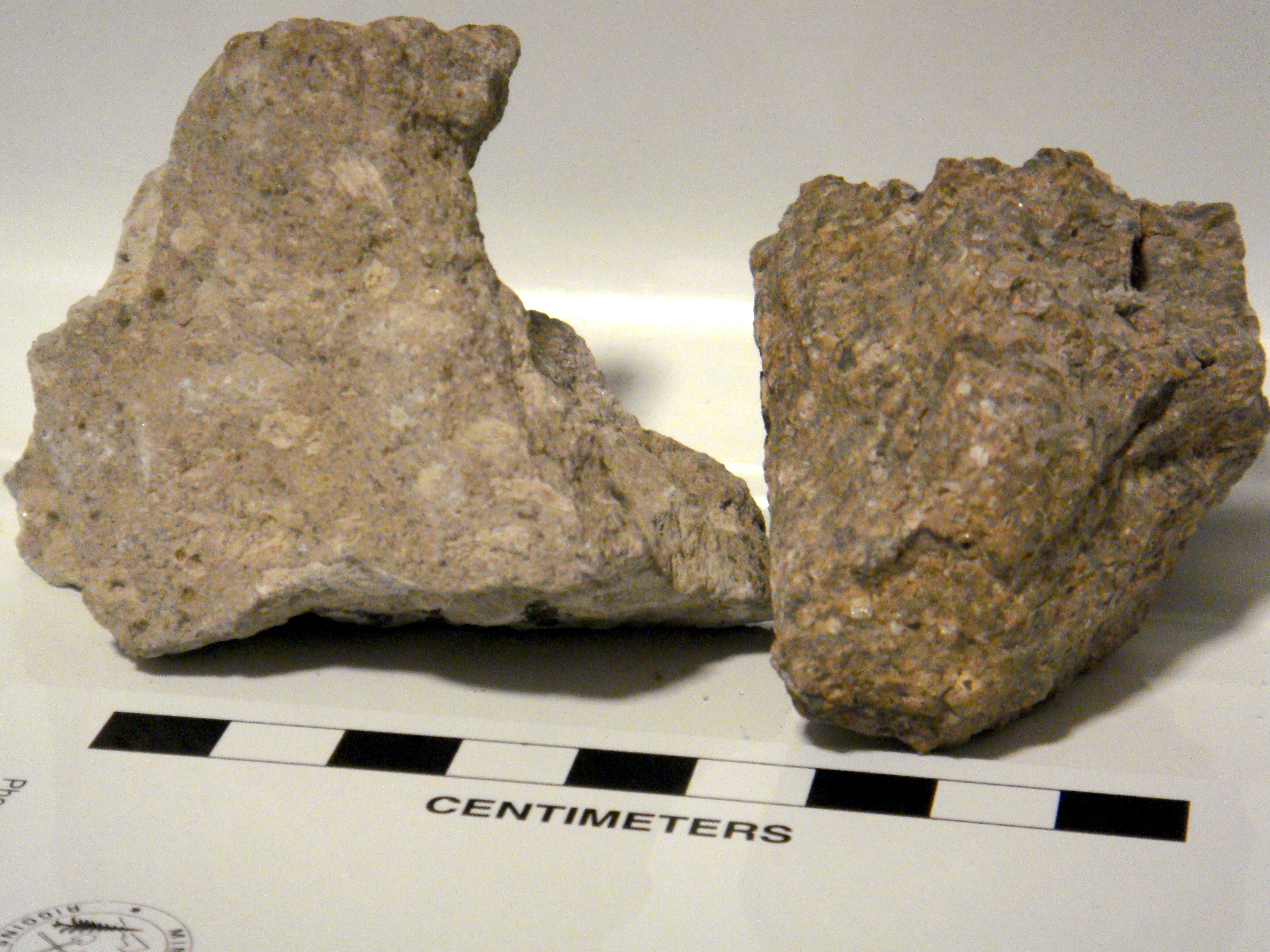
비숍 응회암의 암석, 압축되지 않은 경석(왼쪽) 및 피아메와 함께 압축된 암석(오른쪽)
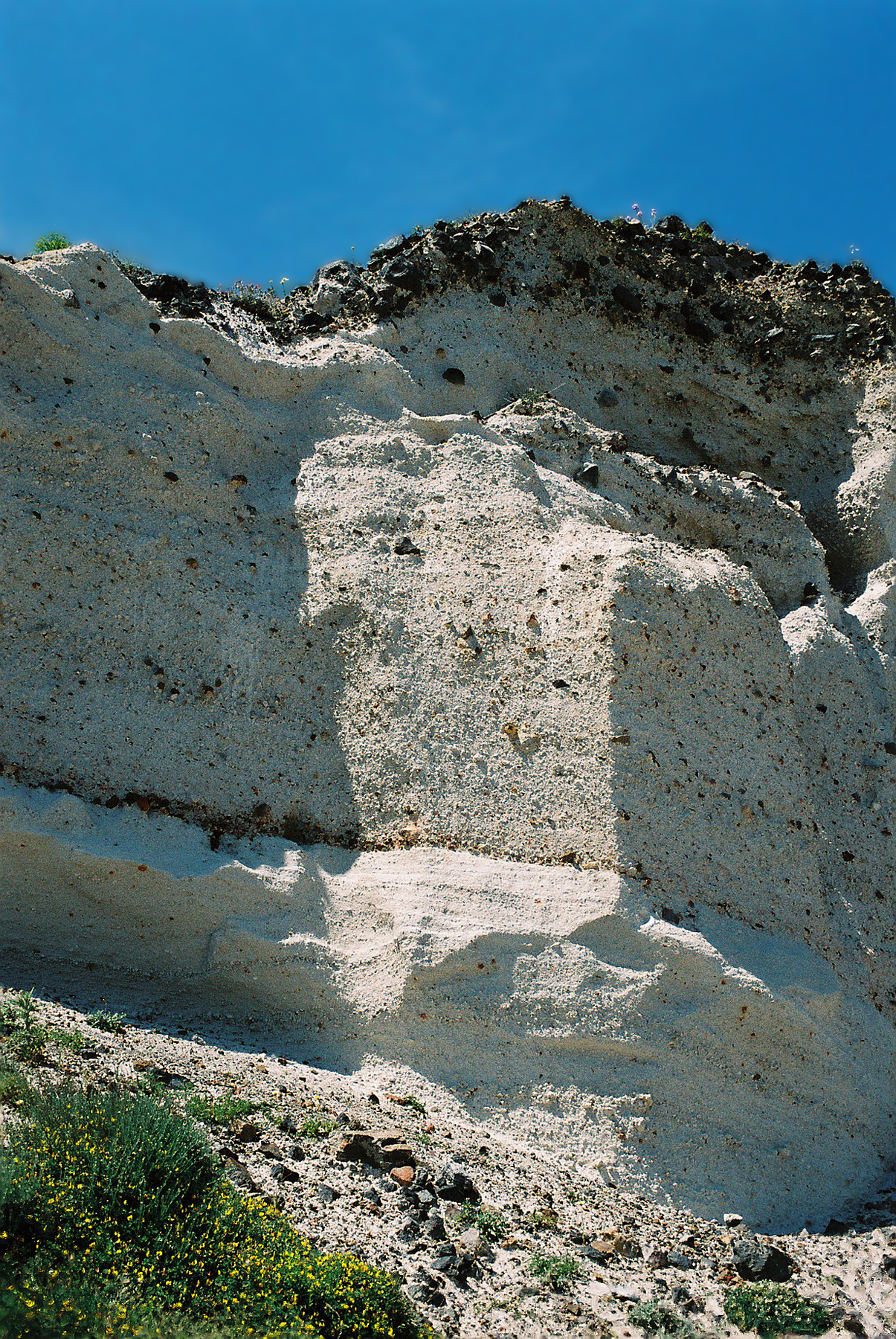
에게해 테라/산토리니 칼데라 섬 남부, 후기 청동기 시대 화산 분출(기원전 1500년경)의 첫 번째 주요 단계에 해당하는 두 겹의 경석층. 아래층은 더 미세하고 거의 흰색이며 침입물이 없다.

## 어원
경석은 거품 같은 모양을 가진 화성암이다. 그 이름은 라틴어 pumex("경석"을 의미)에서 유래했으며, 이는 "거품"을 의미하는 라틴어 spuma와 관련이 있다. 과거에는 경석을 spuma maris라고 불렀는데, 이는 라틴어로 "바다 거품"을 의미하며, 이 거품 같은 물질이 굳어진 바다 거품이라고 여겨졌기 때문이다. 기원전 80년경에는 그 다공성 특성 때문에 라틴어로 lapis spongiae라고 불렸다. 많은 그리스 학자들은 경석의 원천이 다양하며, 그 중 하나는 바다 산호 범주에 속한다고 판단했다.

## 분포
경석은 대륙 화산 발생과 해저 화산 발생으로부터 전 세계적으로 발견될 수 있다. 떠다니는 돌은 해류에 의해 분산될 수도 있다. 앞에서 설명했듯이 경석은 특정 조건에서 폭발적인 화산의 분출에 의해 생성되므로, 자연적으로는 화산 활동이 활발한 지역에서 발견된다. 경석은 이러한 지역에서 채굴되어 운송된다. 2011년에는 이탈리아와 튀르키예가 각각 400만 톤과 300만 톤으로 경석 채굴 생산을 주도했으며, 100만 톤 이상을 생산한 다른 주요 생산국은 그리스, 이란, 칠레, 시리아였다. 2011년 전 세계 경석 생산량은 1700만 톤으로 추정되었다.

### 아시아
아시아 국가들에는 아프가니스탄, 인도네시아, 일본, 시리아, 이란, 그리고 러시아 동부를 포함한 대규모 경석 매장지가 있다. 상당한 양의 경석은 러시아 동부 측면에 있는 캄차카 반도에서 발견될 수 있다. 이 지역에는 19개의 활화산이 있으며 환태평양 화산대와 밀접한 거리에 위치한다. 아시아는 또한 20세기에서 두 번째로 위험한 화산 폭발인 피나투보산의 현장이기도 하며, 이 화산은 1991년 6월 12일 필리핀에서 분출했다. 화산재와 경석 라필리는 화산 주변 1마일 이상으로 퍼졌다. 이 분출물들은 한때 660피트 깊이였던 트렌치를 채웠다. 분출구에서 너무 많은 마그마가 displaced되어 화산은 지구 표면의 함몰부가 되었다. 경석을 생산하는 또 다른 잘 알려진 화산은 크라카타우산이다. 1883년 분출은 너무 많은 경석을 분출하여 수 킬로미터의 바다가 떠다니는 경석으로 덮였고 일부 지역에서는 해수면 위로 1.5미터 상승했다.

### 유럽
유럽은 이탈리아, 튀르키예, 그리스, 헝가리, 아이슬란드, 독일 등지에 경석 매장지를 보유한 최대 경석 생산국이다. 이탈리아는 수많은 분출 화산으로 인해 경석의 최대 생산국이다. 이탈리아의 에올리에 제도 중 리파리섬은 경석을 포함한 화산암으로 완전히 이루어져 있다. 리파리섬에 많은 양의 화성암이 존재하는 것은 후기 플라이스토세(티르레니아)부터 홀로세까지의 수많은 화산 활동 기간 때문이다.

### 북미
경석은 카리브해 제도를 포함하여 북미 전역에서 발견될 수 있다. 미국에서는 네바다주, 오리건주, 아이다호주, 애리조나주, 캘리포니아주, 뉴멕시코주, 캔자스주에서 경석이 채굴된다. 2011년 미국의 경석 및 부석토 생산량은 38만 톤으로 추정되었으며, 가치는 770만 달러에 달했고, 이 중 약 46%는 네바다와 오리건에서 나왔다. 아이다호는 또한 현지 매장지에서 발견되는 암석의 품질과 밝기로 인해 경석의 대규모 생산지로 알려져 있다. 가장 유명한 화산 중 하나는 7,700년 전 오리건에서 분출하여 분출구 주변에 300피트 두께의 경석과 화산재를 퇴적시킨 마자마산이었다. 분출된 엄청난 양의 마그마는 구조를 붕괴시켜 현재 크레이터호로 알려진 칼데라를 형성했다.

### 남미
칠레는 세계적으로 경석을 선도하는 생산국 중 하나이다. 푸예우에-코르동 카우예는 안데스산맥에 있는 두 개의 합쳐진 화산으로, 칠레와 아르헨티나 전역에 화산재와 경석을 분출했다. 2011년 최근 분출은 모든 지표면과 호수를 화산재와 경석으로 뒤덮어 해당 지역에 큰 피해를 입혔다.

### 아프리카
케냐, 에티오피아, 탄자니아에는 일부 경석 매장지가 있다.

### 뉴질랜드
아브르 해산 화산은 지구상에서 알려진 가장 큰 심해 화산 분출을 일으켰다. 이 화산은 2012년 7월에 분출했지만, 거대한 경석 조각들이 태평양에 떠다니는 것이 발견될 때까지 주목받지 못했다. 암석 층은 두께가 5미터에 달했다. 이 떠다니는 경석의 대부분은 뉴질랜드 북서부 해안과 폴리네시아 섬들에 퇴적된다.

## 광업
경석 채굴은 다른 채굴 방법과 비교할 때 환경 친화적인 과정인데, 그 이유는 이 화성암이 지구 표면에 느슨한 덩어리 형태로 퇴적되어 있기 때문이다. 이 물질은 노천 채굴 방식으로 채굴된다. 순수한 품질의 경석을 얻기 위해 기계로 흙을 제거한다. 유기성 흙과 불필요한 암석이 섞인 불순한 표면 경석을 걸러내기 위해 스캘핑 스크린을 사용한다. 물질이 비고결성이라 발파 작업이 필요 없으므로 불도저나 파워 셔블과 같은 간단한 기계만 사용된다. 특정 용도에 따라 다양한 크기의 경석이 필요하므로 덩어리, 거친 입자, 중간 입자, 미세 입자, 초미세 입자 등 원하는 등급을 얻기 위해 분쇄기를 사용한다.

## 화산학에서의 활용
경석의 면적 및 층서적 분포, 내부 구조 및 화학에 대한 상세한 연구는 화산학 및 광범위한 지구과학 분야에서 중요한 역할을 한다. 경석에는 다양한 규모의 여러 가지 내부 구조와 구성 요소가 존재하며, 각각은 화산학자들이 경석을 형성한 분출에 대한 다양한 종류의 정보를 해독할 수 있게 해준다. 가장 큰 규모부터 시작하여, 경석은 종종 풍부한 수포를 포함한다. 이는 재료가 아직 용융 상태일 때, 풍부한 화산 가스를 동반한 폭발적인 화산 활동으로 형성된 결과로 발생한 거품이 남긴 빈 공간이다. 경석의 수포의 풍부함과 형태는 암석을 형성한 분출 동안 휘발성 물질의 기체 분리 및 탈기 동역학에 대한 직접적인 증거를 제공한다. 수포 크기 분포, 연결성 및 공간적 배열을 분석함으로써 화산학자들은 특정 분출의 역사, 양식 및 유체 역학을 추론할 수 있다. 예를 들어, 고밀도의 고립된 수포는 빠른 감압과 제한된 거품 합착을 나타낼 수 있으며, 이는 더 폭발적인 분출의 특징이다. 반면 상호 연결된 수포 네트워크는 더 효율적인 가스 배출과 더 분출성 분출 양식을 시사할 수 있다.
경석 내의 수포는 화산 과학에 자체적인 유용성을 제공하지만, 경석의 고체 구성 요소의 더 큰 부분을 구성하는 유리질 기질 또는 기저암도 연구를 위한 풍부한 정보를 제공할 수 있다. 이 기질 물질은 분출 및 파편화 순간에 마그마의 최종 벌크 조성을 나타내는 풍부한 미세 유리 파편—급랭된 용융물—로 구성되며, 따라서 일종의 지구화학적 지문이 될 수 있어 연구자들이 분출의 원인을 식별하고 마그마의 진화를 재구성할 수 있게 한다. 또한 경석 기질에 박혀 있는 반정 및 암석 파편의 분포와 조성은 지하의 마그마 과정의 역사에 대한 창을 제공한다. 경석의 광물 집합체를 신중하게 분석하면 마그마굄 및 더 큰 화산 배관 시스템의 온도, 압력 및 휘발성 물질 함량을 결정하는 데 사용할 수 있다. 화산학자들은 경석의 결정 크기 분포를 조사하고 확산 연대측정을 사용하여 개별 결정 내의 조성 구역을 조사함으로써 단일 분출에 관련된 시간 규모—분출되기 전 마그마굄 내에서 결정의 체류 시간—를 이해할 수 있다. 화산 도관 벽 또는 주변 암석에서 유래한 암석 파편은 분출 과정 및 벽암 동화 작용에 대한 추가 증거를 제공한다.
마지막으로, 가장 작은 규모에서 용융물 내에서 성장하는 결정 내에 갇혀 분출된 경석 산물에 보존된 용융 포유물은 분출 전후의 마그마 조건에 대한 타임캡슐 역할을 한다. 이러한 포유물은 규산염 용융물, H2O 및 CO2와 같은 휘발성 물질, 그리고 드물게는 황화물 및 할로젠과 같은 다양한 물질을 포함할 수 있으며, 이는 분출 전 휘발성 예산 및 마그마굄의 산화 환원 상태에 대한 정보를 보존한다. 용융 포유물의 형태 분석, 즉 원래 거품 모양의 용융 포유물이 시간이 지남에 따라 얼마나 면을 이루게 되었는지에 대한 분석은 추가적인 지질 연대계 및 마그마 체류 시간과 화산 시스템의 휴지기에 대한 지표로 사용될 수 있다. 용융 포유물 화학 및 휘발성 물질 함량에 대한 상세한 분석을 통해 화산학자들은 분출 전 지하의 화산 시스템 조건을 재구성하여, 과학적 연구 대상으로서 화산 분출에 대한 이해를 높일 뿐만 아니라 화산 위험 계획 분야에서 과학자 및 정책 입안자에게 도움이 되는 정보를 제공한다. 따라서 경석은 단지 폭발적인 화산 활동의 산물이 아니라, 분출 과정과 마그마 진화에 대한 중요한 기록 보관소이다.

## 기타 용도
경석은 매우 가볍고 다공성이며 마모성이 있는 물질로, 수세기 동안 건설 및 미용 산업뿐만 아니라 초기 의학에서도 사용되었다. 또한 연마제, 특히 광택제, 연필 지우개, 스톤워싱 청바지 생산에도 사용된다. 경석은 또한 초기 제본 산업에서 양피지 및 가죽 제본을 준비하는 데 사용되었다. 특히 정수, 화학 물질 유출 억제, 시멘트 제조, 원예 및 애완동물 산업에서 경석에 대한 수요가 높다. 환경 민감 지역에서의 경석 채굴은 미국 오리건주 스리 시스터스 야생 보호구역 남부의 록 메사에서 이러한 작업이 중단된 후 더욱 엄격한 조사를 받고 있다.

### 초기 의학
경석은 2000년 이상 의학 산업에서 사용되어 왔다. 고대 중국 의학에서는 갈아낸 경석을 갈아낸 운모와 화석화된 뼈와 함께 차에 넣어 마음을 진정시키는 데 사용했다. 이 차는 현기증, 메스꺼움, 불면증, 불안 장애를 치료하는 데 사용되었다. 이러한 가루낸 암석을 섭취하면 결절을 부드럽게 할 수 있다고 믿어졌으며, 나중에는 다른 한약재와 함께 담낭암 및 소변 문제 치료에 사용되었다. 서양 의학에서는 18세기 초부터 설탕 정도의 고운 가루로 갈아낸 경석을 다른 재료와 섞어 주로 피부와 각막의 궤양을 치료하려고 시도했다. 이러한 혼합물은 상처가 더 건강하게 아물게 하는 데도 사용되었다고 한다. 1680년경 영국 박물학자는 경석 가루가 재채기를 유발하는 데 사용되었다고 언급했다.

### 개인 위생

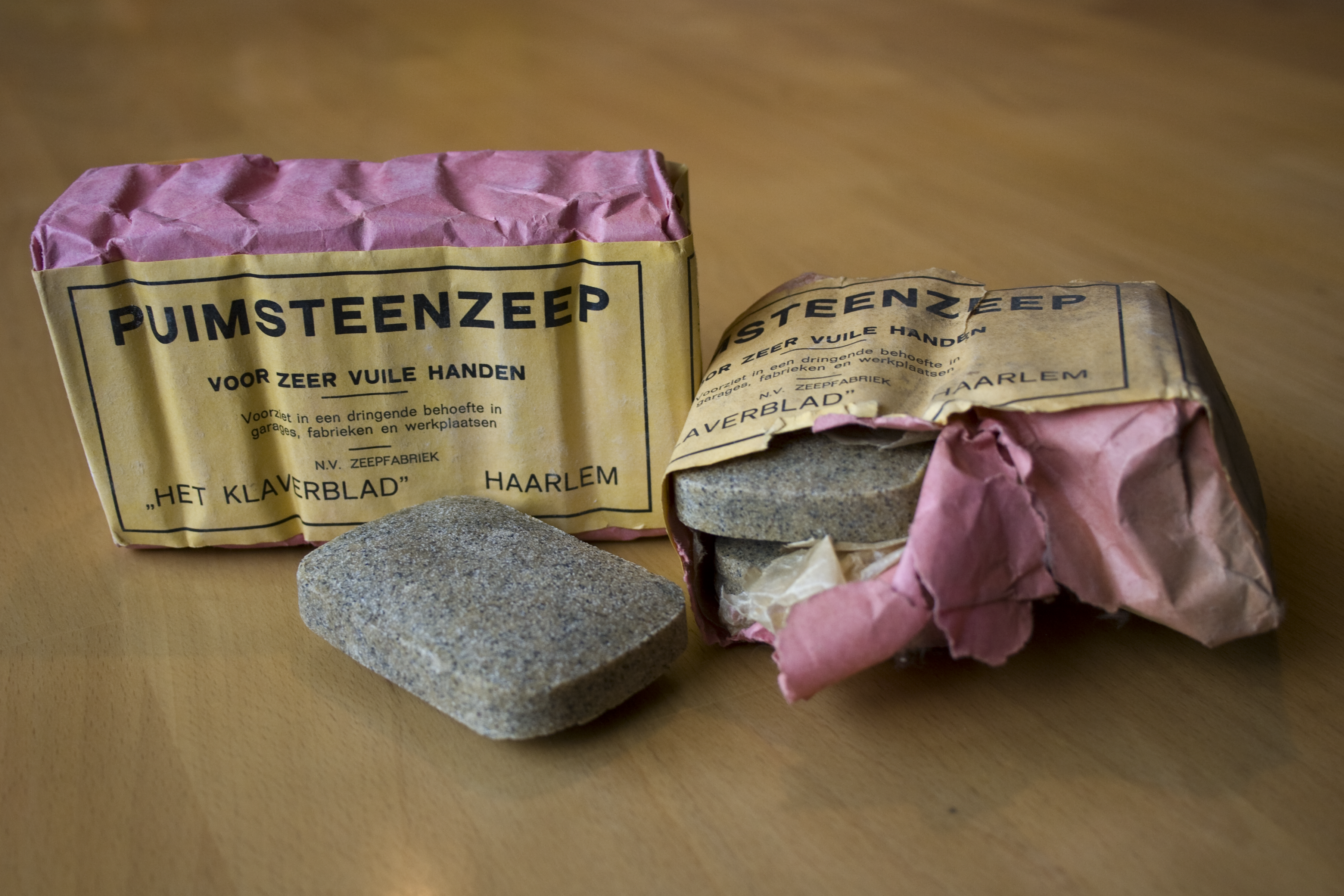
경석 비누

경석은 수천 년 동안 개인 위생용으로 사용되어 왔다. 이는 원치 않는 털이나 피부를 제거하는 데 가루 형태나 돌 형태로 사용할 수 있는 연마성 물질이다. 고대 이집트에서는 이를 통제하고 의례적인 정화의 한 형태로 몸의 모든 털을 제거하는 것이 일반적이었는데, 크림, 면도기, 그리고 경석을 사용했다. 가루 형태의 경석은 고대 로마의 치약 성분으로 사용되었다. 고대 중국에서는 손톱 관리가 매우 중요했는데, 손톱은 경석으로 다듬었고, 굳은살을 제거하는 데도 경석이 사용되었다.
로마의 한 시에서 경석이 기원전 100년경, 심지어 그 이전부터 죽은 피부를 제거하는 데 사용되었다는 사실이 발견되었다. 그 이후로 빅토리아 시대를 포함하여 많은 시대에 사용되었다. 오늘날에도 이러한 기술 중 많은 부분이 여전히 사용되고 있으며, 경석은 피부 각질 제거제로 널리 사용된다. 털 제거 기술이 수세기에 걸쳐 발전했지만, 경석과 같은 연마성 물질도 여전히 사용된다. "경석 돌"은 미용실에서 페디큐어 과정 중에 발바닥의 건조하고 과도한 피부와 굳은살을 제거하는 데 자주 사용된다.
미세하게 갈아낸 경석은 일부 치약에 로마 시대와 유사하게 광택제로 첨가되어 치태 축적물을 쉽게 제거한다. 이러한 치약은 매일 사용하기에는 너무 마모성이 강하다. 경석은 또한 강력한 손 세정제(예: 라바 비누)에 순한 연마제로 첨가된다. 일부 친칠라 먼지 목욕 브랜드는 가루 경석으로 제조된다. 경석을 이용한 오래된 미용 기술은 오늘날에도 여전히 사용되지만, 새로운 대체품을 더 쉽게 구할 수 있다.

### 청소

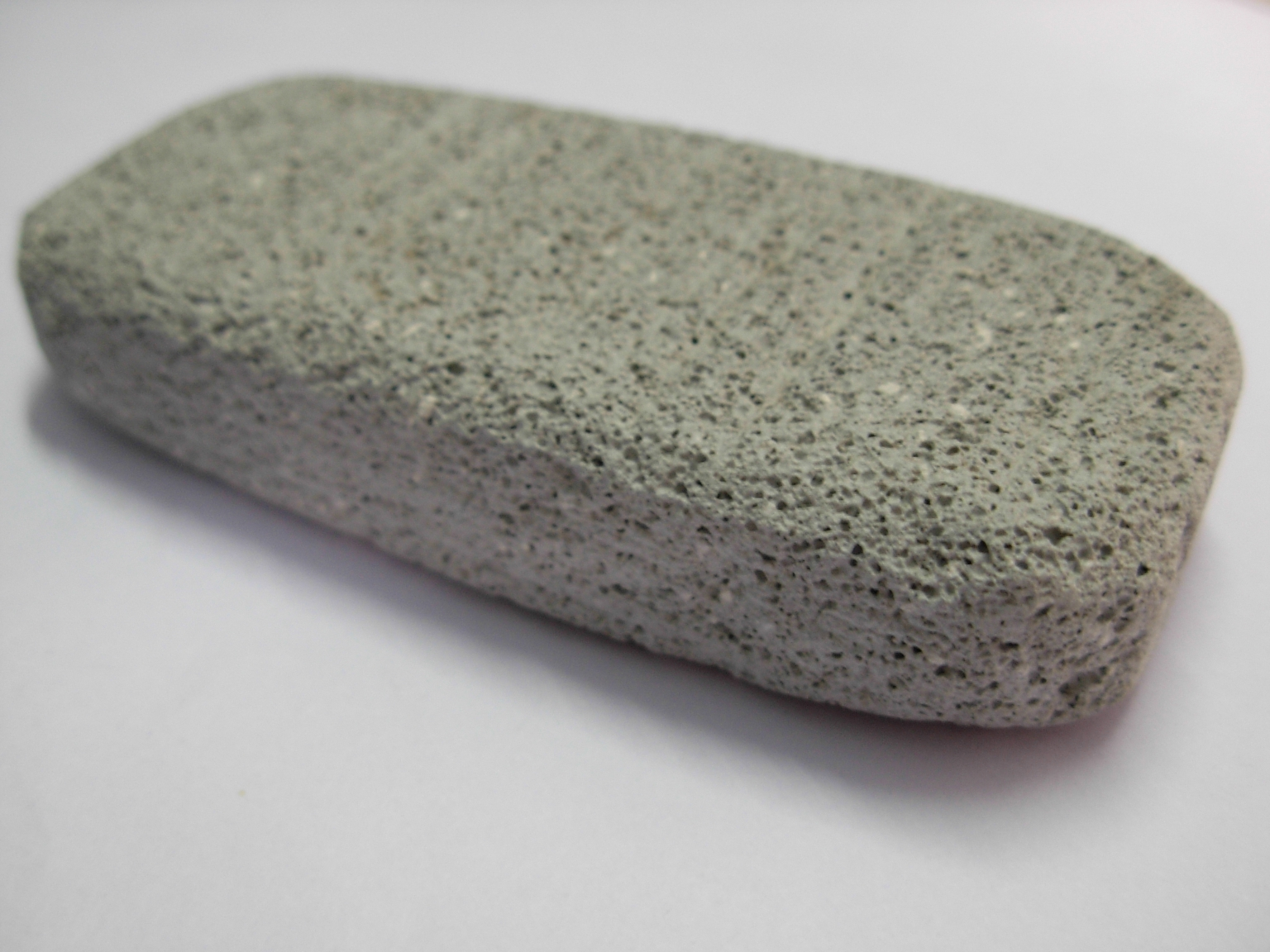
고체 경석 비누

때로는 손잡이가 달린 경석은 가정용 도자기 기구(예: 욕실)의 물때, 녹, 물 자국 및 기타 얼룩을 제거하는 데 효과적인 세척 도구이다. 화학 약품이나 식초와 베이킹 소다 또는 붕사와 같은 대안보다 빠른 방법이다.

### 원예
좋은 토양은 충분한 수분과 영양분을 함유하고 압축이 적어 가스 교환이 용이해야 한다. 식물의 뿌리는 이산화 탄소와 산소를 표면으로 끊임없이 운반해야 한다. 경석은 다공성 특성 때문에 토양의 질을 향상시킨다. 물과 가스는 모공을 통해 쉽게 운반될 수 있고 영양분은 미세한 구멍에 저장될 수 있다. 경석 조각은 무기물이므로 분해 및 압축이 거의 발생하지 않는다.
이 무기물의 또 다른 이점은 곰팡이나 곤충을 유인하거나 서식하지 않는다는 것이다. 원예에서 배수가 매우 중요하므로 경석이 존재하면 경작이 훨씬 쉬워진다. 경석 사용은 또한 선인장과 다육 식물과 같은 식물을 재배하기에 이상적인 조건을 조성하는데, 이는 모래 토양의 수분 보유력을 높이고 점토질 토양의 밀도를 줄여 더 많은 가스와 물의 운반을 가능하게 하기 때문이다. 토양에 경석을 첨가하면 식물 뿌리가 경사면을 더 안정적으로 만들어주므로 침식을 줄이는 데 도움이 되며 식생 덮개를 개선하고 증가시킨다. 경석은 종종 도로변과 도랑에 사용되며, 많은 교통량과 압축으로 인해 저하될 수 있는 잔디 덮개와 평탄도를 유지하기 위해 잔디 및 골프 코스에 일반적으로 사용된다. 화학적으로 경석은 pH 중성이며, 산성도 염기성도 아니다. 2011년 미국에서 채굴된 경석의 16%가 원예 목적으로 사용되었다.
경석은 화산 활동으로 인해 토양에 자연적으로 존재하는 지역에서 토양 비옥도에 기여한다. 예를 들어, 뉴멕시코의 헤이메즈산맥에서는 선조 푸에블로인들이 엘 카제테 경석의 "경석 지대"에 정착했는데, 이 지대는 더 많은 수분을 함유하고 있었고 농업에 이상적이었을 가능성이 높다.

### 건설
경석은 경량 콘크리트와 단열 저밀도 시멘트 블록을 만드는 데 널리 사용된다. 이 다공성 암석의 공기 채워진 수포는 좋은 단열재 역할을 한다. 미세 입자 경석의 일종인 포졸란은 시멘트 첨가제로 사용되며 석회와 혼합하여 가볍고 매끄러운 회반죽 같은 콘크리트를 형성한다. 이러한 형태의 콘크리트는 로마 시대부터 사용되었다. 로마 엔지니어들은 이를 사용하여 판테온의 거대한 돔을 건설했으며, 구조물의 높은 부분에는 더 많은 양의 경석을 콘크리트에 첨가했다. 또한 많은 수로의 건설 재료로도 일반적으로 사용되었다.
현재 미국에서 경석의 주요 용도 중 하나는 콘크리트 제조이다. 이 암석은 수천 년 동안 콘크리트 혼합물에 사용되어 왔으며, 특히 이 화산 물질이 퇴적되는 지역 근처에서 콘크리트 생산에 계속 사용되고 있다.
새로운 연구는 콘크리트 산업에서 경석 분말의 더 넓은 적용 가능성을 입증한다. 경석은 콘크리트에서 시멘트질 물질로 작용할 수 있으며, 연구자들은 최대 50%의 경석 분말을 사용하여 만든 콘크리트가 내구성을 크게 향상시키면서도 온실가스 배출량과 화석 연료 소비를 줄일 수 있음을 보여주었다.